# 广州 (北魏)
广州，中国南北朝时设置的州。
北魏永安元年（528年）设置，治所在鲁阳郡山北县，在今河南鲁山县，辖境大致相当于今河南鲁山县、宝丰县、叶县、郏县、襄城县、舞阳县及平顶山市区。
东西魏期间分属东西魏，原治所归属于西魏。东魏在其控制的区域（相当于今襄城县及临颍县西部），于襄城郡置南广州（后于北周建德六年（577年）改为南广州为汝州）。
隋仁寿末，为避杨广讳改广州为鲁州。

### 史载
东魏武定中陷，徙治襄城县。领七郡，十五县。户二万八千六百九十六。口九万六千七百八十。

## 北魏行政区划
| 郡                                                                              | 县名     | 现在地名       | 简介                                                             | 备注 |
| ------------------------------------------------------------------------------- | -------- | -------------- | ---------------------------------------------------------------- | ---- |
| 南阳郡 户七千四百八十九，口二万六千七百二十八                                   | 南阳县   |                | 有大刘山祠。                                                     |      |
| 南阳郡 户七千四百八十九，口二万六千七百二十八                                   | 峡城县   |                | 有峡城。                                                         |      |
| 顺阳郡 太和中置县，后改 户二千四十五 口七千二百五十二                           | 龙阳县   |                | 太和十七年置。                                                   |      |
| 顺阳郡 太和中置县，后改 户二千四十五 口七千二百五十二                           | 龙山县   |                | 太和十七年置。有龙山。                                           |      |
| 定陵郡 永安中置 户三千六百九十 口八千七百五十六                                 | 北舞阳县 |                | 皇兴元年置。有木陂。                                             |      |
| 定陵郡 永安中置 户三千六百九十 口八千七百五十六                                 | 云阳县   |                | 太和十一年置。                                                   |      |
| 定陵郡 永安中置 户三千六百九十 口八千七百五十六                                 | 西舞阳县 |                | 平安元年置，正光中陷，兴和二年复。                               |      |
| 鲁阳郡 太和十一年置镇，十八年改为荆州，二十二年罢，置 户二百四十五 口七百七十五 | 山北县   |                | 太和十一年置。有应山、应城。                                     |      |
| 鲁阳郡 太和十一年置镇，十八年改为荆州，二十二年罢，置 户二百四十五 口七百七十五 | 河山县   |                | 太和二十一年置。                                                 |      |
| 汝南郡 永安元年置。治符垒城 户七百八十三 口二千三百四十四                       | 汝南县   |                | 太和十八年置。                                                   |      |
| 汝南郡 永安元年置。治符垒城 户七百八十三 口二千三百四十四                       | 符垒县   |                | 太和中置。有沙水。                                               |      |
| 汉广郡 永安中置 户六千二百 口八千一十七                                         | 昆阳县   |                | 汉朝属颍川郡，晋属襄城郡，后属。有汉广城、昆阳城、新安。         |      |
| 汉广郡 永安中置 户六千二百 口八千一十七                                         | 高阳县   |                | 太和元年置。有氵虽水、南襄城、东西二蒲城、高阳山、皮城、首山祠。 |      |
| 襄城郡 晋朝置 户八千二百四十四 口四万二千八百七十八                             | 繁昌县   | 河南省临颍县境 | 晋属。有繁昌城、颍乡城、安阳城、阳城陂。                         |      |
| 襄城郡 晋朝置 户八千二百四十四 口四万二千八百七十八                             | 襄城县   |                | 汉朝属颍川郡，晋朝属。有颍阳城、繁丘城。                         |      |